# Acanthopharynx rigida
Acanthopharynx rigida är en rundmaskart som beskrevs av Stekhoven 1950. Acanthopharynx rigida ingår i släktet Acanthopharynx och familjen Desmodoridae. Inga underarter finns listade i Catalogue of Life.